# شاکوتیس
شاکوتیس (بلاروسی: банкуха) کیک سیخی سنتی آشپزی لهستانی، لیتوانیایی و بلاروسی است. شاکوتیس کیکی است که از کره، سفیده و زرده تخم مرغ، آرد، شکر و خامه درست می‌شود و روی تف چرخان در فر یا روی آتش باز پخته می‌شود.